# Siccia taprobanis
Siccia taprobanis là một loài bướm đêm thuộc phân họ Arctiinae, họ Erebidae.